# Лен Карију
Ленард Џозеф Карију (енгл. Leonard Joseph Cariou; Сен-Бонифас, 30. септембар 1939), канадски је позоришни, филмски и ТВ глумац.